# جيمس رونالد ارين
جيمس رونالد ارين (بالإنجليزية: James Ronald Warren)‏ هو مؤرخ أمريكي، ولد في 25 مايو 1925 في غولدنديل في الولايات المتحدة، وتوفي في 13 سبتمبر 2012 في سياتل في الولايات المتحدة.